# John M. Chivington

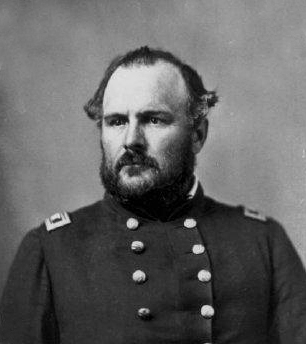
Oberst John Milton Chivington

John Milton Chivington (* 27. Januar 1821 in Lebanon, Ohio; † 4. Oktober 1894 in Denver, Colorado) war ein US-amerikanischer Offizier, der an den Indianerkriegen beteiligt war. Bekannt wurde er wegen seiner Beteiligung an der Schlacht am Glorieta-Pass und als verantwortlicher Offizier des Sand-Creek-Massakers, bei dem überwiegend Frauen und Kinder der Cheyenne ermordet wurden.

## Leben
Nachdem er mit etwas über zwanzig Jahren zum Methodismus konvertiert war, wurde Chivington methodistischer Prediger. Seine Ordination fand 1844 statt. Chivington diente als „Bezirksreiter“ zunächst in Illinois, später in Missouri. 1853 nahm Chivington an einer Missionsexpedition zu den Wyandot-Indianern in Kansas teil.
Wegen seiner ausgesprochenen Abneigung gegen die Sklaverei erhielt er 1856 von Mitgliedern seiner Kirchengemeinde, die die Sklaverei befürworteten, Drohbriefe. Deshalb versetzte ihn die Methodistenkirche nach Omaha, Nebraska. Als Chivington 1860 zum vorsitzenden Gemeindeältesten des Rocky-Mountain-Distrikts der Methodistenkirche ernannt wurde, siedelte er mit seiner Familie nach Denver um, die heutige Hauptstadt des Bundesstaates Colorado.

### Sezessionskrieg

#### New-Mexico-Feldzug
1862 führte er Teile der Unionstruppen in der Schlacht am Glorieta-Pass in New Mexico und vernichtete den Tross der Konföderierten (siehe New-Mexico-Feldzug). Wegen des Verlustes der Logistik mussten die Konföderierten den New-Mexico-Feldzug abbrechen. Deswegen wurde Chivington zum Oberst befördert und zum Kommandeur des Verteidigungsbezirks Colorado ernannt. Der Abbruch des New-Mexico-Feldzuges war nach Meinung mancher Historiker der Wendepunkt des Bürgerkriegs im fernen Westen. Im September 1864 stellte Chivington das 3. Colorado-Kavallerie-Regiment aus 90-Tage-Freiwilligen auf. Die Soldaten wurden einzig zu dem Zweck ausgebildet, Indianer zu töten, wann und wo immer man sie fände.

#### Sand-Creek-Massaker
Mit diesem Regiment und zwei Gebirgshaubitzen ritt Chivington Mitte November 1864 von Denver nach Fort Lyon. Hier erfuhr er, dass ungefähr 600 Cheyenne- und Arapahoe-Indianern am Sand Creek im südöstlichen Colorado ein Winterlager eingerichtet hatten. Sie hatten einen Monat vorher dem Kommandanten von Fort Lyon versprochen, friedlich zu bleiben und im Gegenzug hatte dieser ihnen Sicherheit vor Übergriffen zugesagt. Chivington waren die Versprechungen der Indianer gleichgültig; als er in Fort Lyon eintraf, erklärte er: „Ich bin hier, um Indianer zu töten und dazu ist jedes Mittel recht.“ Auf Nachfrage, ob diese Erklärung auch Frauen und Kinder betreffe, sagte Chivington: „Frauen zählen dazu und Kinder auch. Aus Nissen werden Läuse.“
Am Morgen des 28. November brach Chivington auf. Das Regiment wurde durch eine Kompanie des 1. Colorado-Kavallerie-Regiments und zwei weitere Gebirgshaubitzen des Forts verstärkt. Nach einem Nachtritt erreichten die Soldaten unter Chivingtons Führung das Dorf am Sand Creek noch vor Beginn der Dämmerung. Die Einwohnerschaft des Dorfs bestand zu zwei Dritteln aus Frauen und Kindern – die Männer waren zur Büffeljagd aufgebrochen – und lag schlafend in den Tipis. Chivingtons Soldaten griffen das Dorf aus drei Richtungen an und ignorierten dabei weiße Flaggen und die als Zeichen des Friedens geltende Flagge der Vereinigten Staaten, unter die sich die erschrockenen Dorfbewohner geflüchtet hatten. Chivington erklärte dazu: „Es ist unnötig zu betonen, dass ich keine Gefangenen gemacht habe.“ Er hinderte seine Untergebenen auch nicht, tote und sterbende Indianer zu skalpieren oder deren Geschlechtsteile abzuschneiden, um diese als Trophäen des erfolgreichen Überfalls vorzeigen zu können. Danach verließ Chivington mit den Soldaten den Ort des Massakers und kehrte nach Fort Lyon zurück. Chivingtons Dienstzeit im Heer endete am 21. Dezember 1864.
Obwohl das Massaker während des Amerikanischen Bürgerkriegs stattfand, war die Nation schockiert über die Brutalität des Angriffs, die Verstümmelung der Leichen und die Zurschaustellung der Körperteile der toten Indianer als Trophäen. Aufgrund der öffentlichen Meinung entschied das Militär, die Rolle Chivingtons zu untersuchen. Der Kompaniechef des 1. Colorado-Kavallerie-Regiments, Hauptmann Silas Soule, der Chivington in Fort Lyon verstärkt hatte, und einige seiner Untergebenen sagten bei der angesetzten Untersuchung des Militärausschusses aus. Chivington hingegen bezeichnete Soule als einen Feigling. Noch während der Untersuchung wurde Soule von einem Soldaten, der am Sand-Creek-Massaker teilgenommen hatte, ermordet. Für die Gerüchte, dass Chivington für den Mord verantwortlich war, wurden keine Beweise gefunden.

### Nach dem Krieg
Das „Gemeinsame Komitee für die Kriegsführung“ (Congressional Joint Committee on the Conduct of the War), das die Vorfälle bis zum Mai 1865 untersuchte, verurteilte Chivingtons Vorgehen als Mord und Akt der Barbarei. Es fand in seiner abschließenden Zusammenfassung kaum Worte, Chivingtons Taten zu beschreiben. Das Komitee bezeichnete ihn als Feigling. Es empfahl, unverzüglich energische Maßnahmen gegen alle Beteiligten zu ergreifen, alle in öffentlichen Ämtern befindliche zu entlassen und der Justiz zu übergeben.
Chivington verließ Colorado 1865 und siedelte sich in Ohio an. In den 1880er Jahren wollte er eine politische Karriere beginnen, die aber sofort beendet war, als seine Verantwortung für das Massaker publik wurde. Chivington kehrte nach Colorado zurück und arbeitete bis zu seinem Tod als Hilfssheriff. Begraben ist er auf dem Fairmount Cemetery in Denver.

## Gedenken
1887 wurde in Colorado die Gemeinde Chivington nach ihm benannt. Die Stadt befand sich in der Nähe des Tatorts des Massakers. Während der großen Dürre in den 1920er und 1930er Jahren entwickelte sich die Stadt zur Geisterstadt. Heute befinden sich wenige Häuser in Chivington.
2005 beschloss der Stadtrat von Longmont, Colorado eine Straße namens Chivington Drive, die nach John M. Chivington benannt war, in Sunrise Drive umzubenennen. Dieser Entscheidung war ein jahrzehntelanger Streit vorausgegangen.

## Filme
- Das Wiegenlied vom Totschlag
- TV-Serie Into the West – In den Westen
- Little Big Man